# 権兵衛峠道路

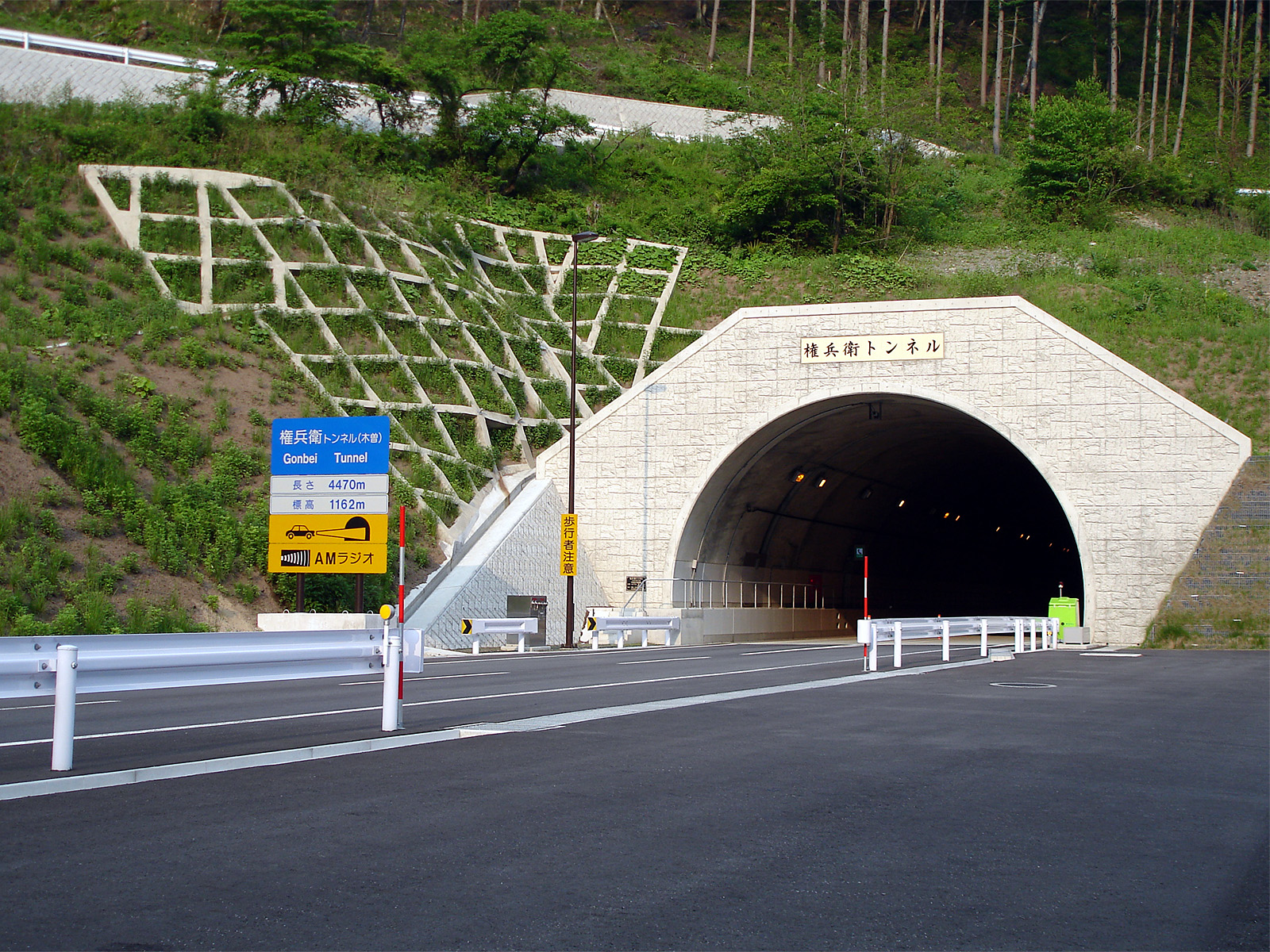
権兵衛トンネル木曽口（塩尻市）

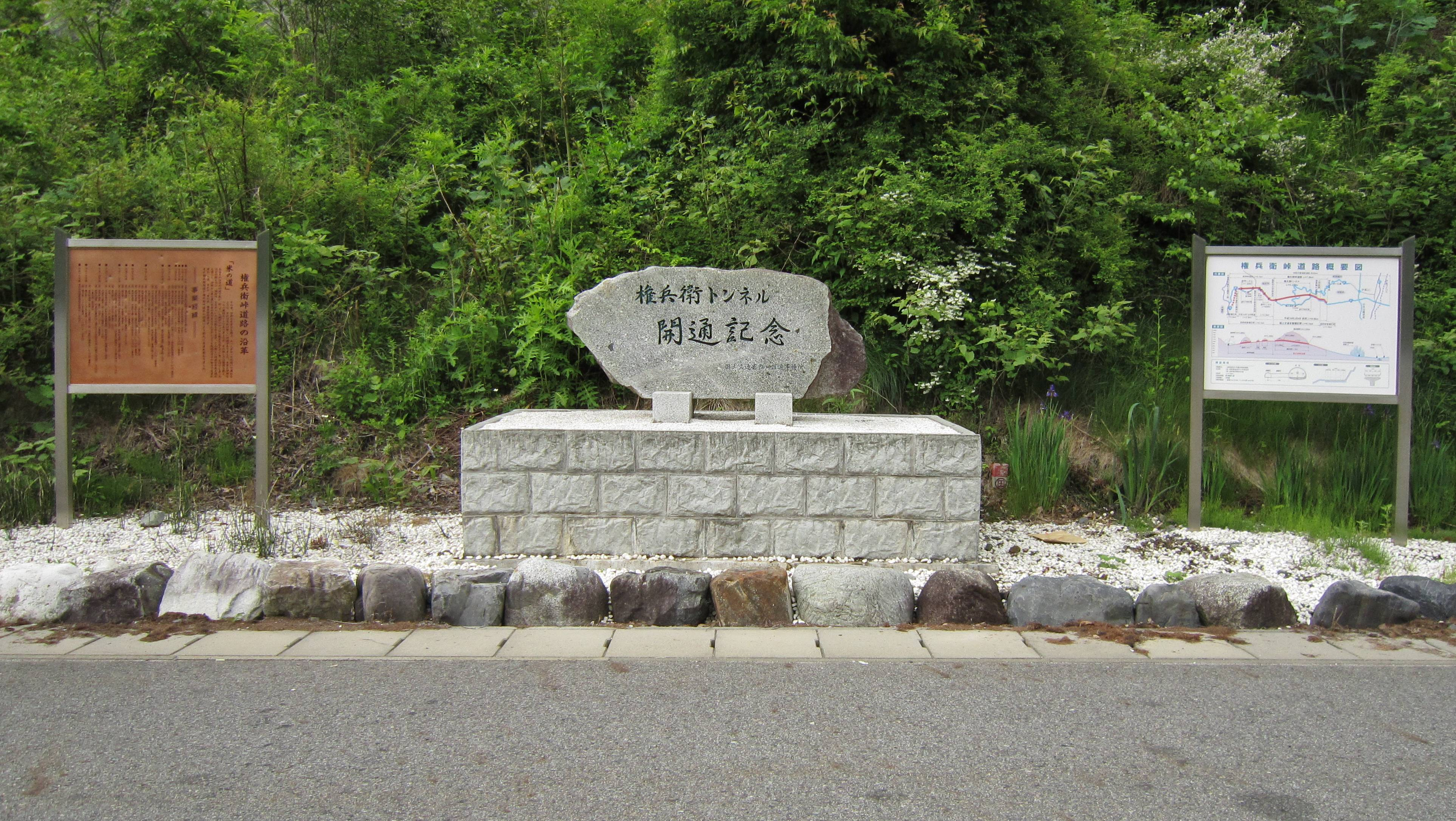
権兵衛トンネル開通記念碑（塩尻市）

権兵衛峠道路（ごんべえとうげどうろ）は、国道361号の一部を成す道路で、長野県伊那市から同県塩尻市に至る全長約7.6 kmの地域高規格道路である。道路の大半を権兵衛トンネル（4,467 m）が占めている。以前は伊那市川北町（かわきたちょう）から西箕輪与地（にしみのわよち）までの既設道路を「権兵衛街道」と通称していた。この道路によって、夏季には約1時間30分要し、冬期は通行止めとなっていた伊那谷と木曽谷間が、季節を問わず30分で往来する事が可能になった。また、木曽谷地域と東京の間の移動においても、この道路の開通によって所要時間が短縮されるようになり、従来の国道19号・塩尻ICを経由するルートに代わって重要性が増すようになった。開通日の翌日には予想を上回る数（11,358台）の自動車が通行した。
姥神峠道路とともに、地域高規格道路伊那木曽連絡道路の一部を構成する。

## 概要
- 起点：長野県塩尻市大字奈良井（旧楢川村）
- 経由：長野県上伊那郡南箕輪村飛地
- 終点：長野県伊那市西箕輪与地
- 全長：7.6 km
- 規格：第3種第1級
- 道路幅員：一般部・橋梁部 10.5 m、トンネル部 9.5 m
- 車線数：2車線
- 車線幅員：3.5 m
- 設計速度：80 km/h
- 事業費：約490億円

## 沿革
- 1991年度 : 長野県施工区間（1.5 km）事業化
- 1993年度 : 建設省（当時）施工区間（6.1 km）事業化
- 1994年 : 着工
- 2003年11月10日 : 権兵衛トンネル貫通
- 2006年2月4日14時 : 開通[1]。
- 2019年10月20日 : 権兵衛トンネル入り口付近で土砂崩落が発生し、通行止め[2]。

## 主な接続道路
- 姥神峠道路
- 長野県道203号与地辰野線 - 与地交差点にて接続。
- 伊那西部広域農道 - 接続位置は南箕輪村と伊那市の境にある「中の原」交差点。
- 長野県道88号伊那箕輪線 - 伊那市川北町 (沢尻南交差点)にて接続。